# Apache Canyon
Apache Canyon is een stripalbum uit de reeks Lucky Luke, geschreven door Goscinny en getekend door Morris. Als Canyon Apache  verscheen het eerder in het Frans bij Dargaud in 1971. Het verhaal speelt zich af in het Wilde Westen, in en rond het Fort Canyon te Texas nabij de Mexicaanse grens.

## Verhaal
In dit album werd Lucky Luke door het Federaal bureau voor indianenbelangen gestuurd om uit te zoeken waarom er nog steeds oorlog is tussen de federale troepen en de Chimichuris-indianenstam. Deze stam onder leiding van Patronimo strijdt in Texas. Zowel kolonel O'Nollan en stamhoofd Patronimo willen van geen vrede weten uit persoonlijke motieven. Hierdoor blijven ze elkaar uitdagen en aanvallen. Luke komt gedurende het verhaal langzaam te weten dat de zoon van de kolonel door de stam werd ontvoerd en er nu medicijnman is. Daarnaast is Patronimo zelf een halfbloed daar zijn vader een blanke was en uit de frustratie hierover blijft hij de blanken bestrijden. 

## Trivia
- Patronimo is een karikatuur van de westernacteur Jack Palance.